# Бхінді бгаї
Бхінді бгаї (також званий смаженою бамією, смаженою бхенді, бхінді масалою або бхарван бхінді) — це страва з стручків бамії зі місцевими меленими спеціями.

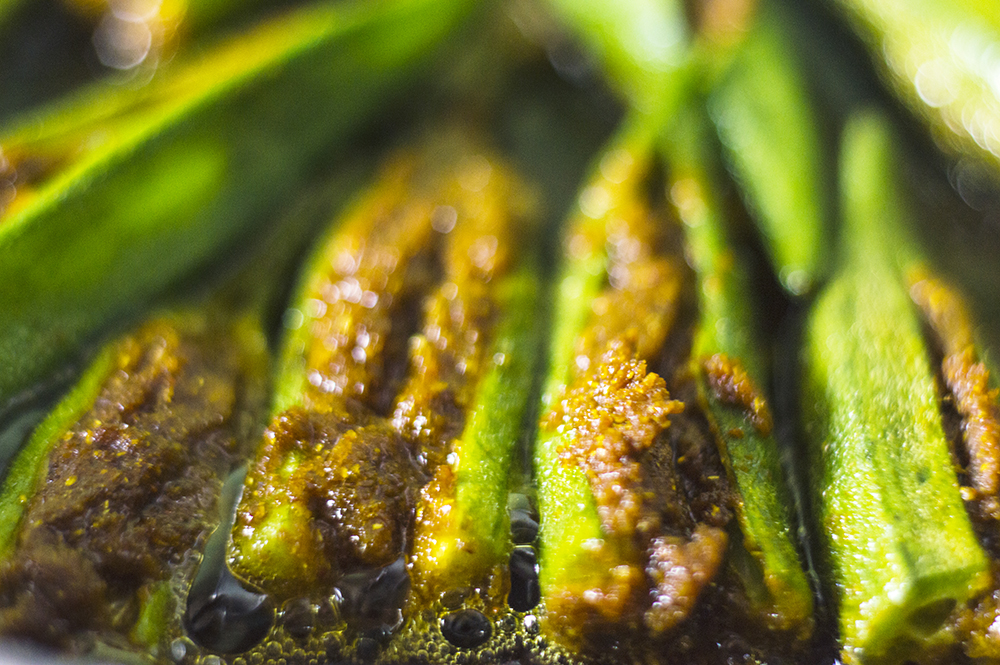
Фаршировані Бхінді

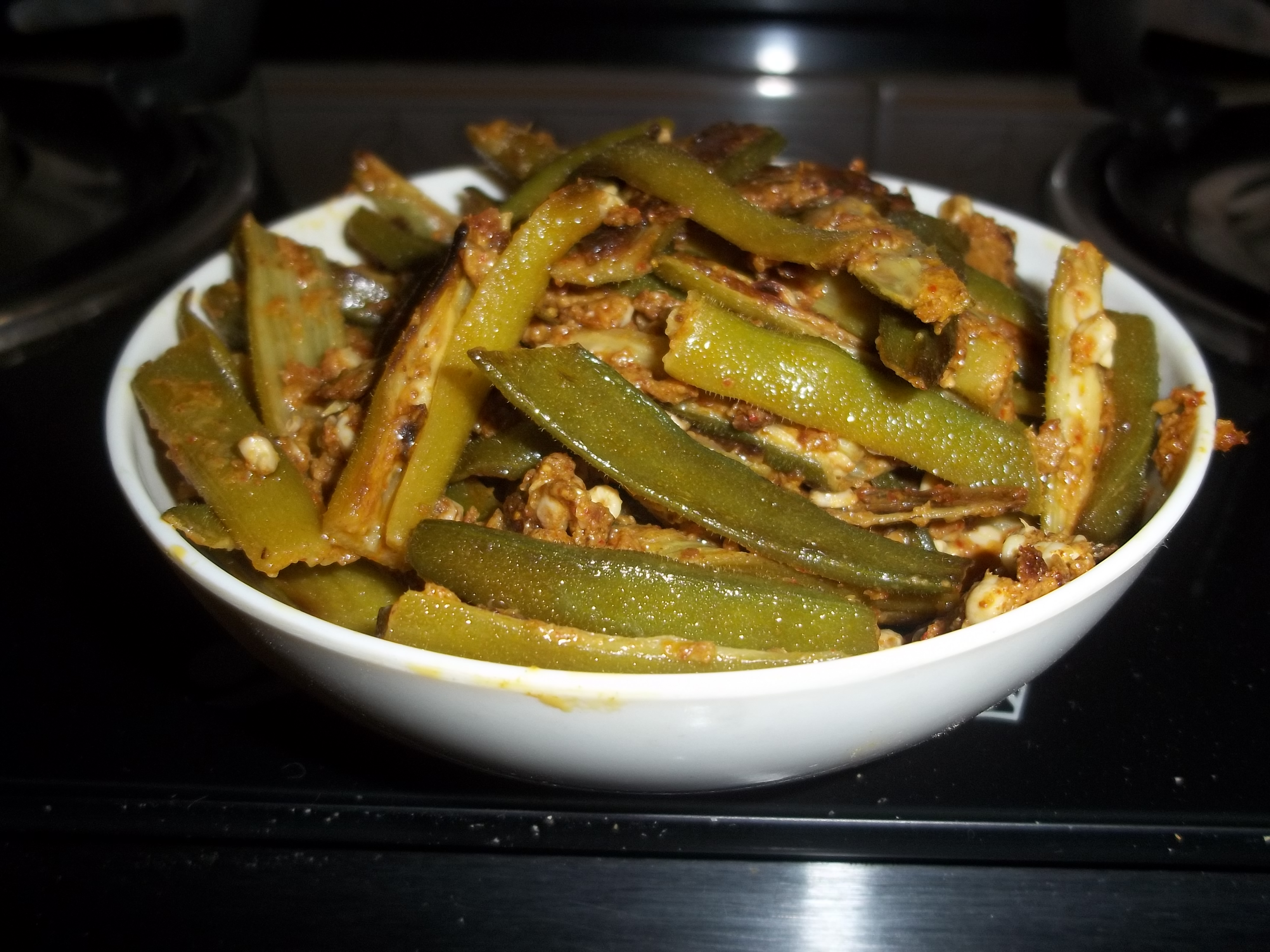

Стручки бамії належать до дуже низькокалорійних овочів. Вони містять лише 30 калорій на 100 г, крім того, не містять насичених жирів і холестерину, також вони є багатим джерелом харчових волокон, мінералів і вітамінів.Цю страву смажать або злегка пасерують. Після термічної обробки стручки виділяють слиз, тому часто для смаження використовується нутове борошно, для паніровки. Стручки бамії можуть використовувати цілими, можуть різати або начиняти. Завжди при готуванні Бхінді бгаї використовуються сумішшю спецій, такі як гарам масала та інші.
Бхінді бгаї можна подавати як гарнір з пропареним рисом і далом або з чапаті.